# Parc du Mont Ntringui
Der Parc du Mont Ntringui ist ein Naturpark von internationaler Bedeutung auf der Insel Anjouan im Inselstaat der Komoren.
Der Park umfasst ca. 3.000 ha und ist eine von nur drei bedeutenden Schutzgebieten der Union der Komoren. Er erstreckt sich über das Gebiet des Mont Ntringui, und eine der letzten Naturwälder der Insel, sowie über die Umgebung des Dzialandzé-Sees, ein Feuchtgebiet, das vor allem für Vögel ein wichtiges Rückzugsgebiet darstellt. 2006 wurde der Park als Ramsar-Gebiet ausgewiesen.

## Flora und Fauna
Der Park ist Lebensraum für zahlreiche Tierarten, darunter vor allem die bedrohten Komorenflughunde (Pteropus livingstonii), Seychellen-Flughunde (Pteropus seychellensis var. comorensis), die Founingo (Komoren-Fruchttaube - Pigeon bleu, Alectroenas sganzini) und verschiedene Fisch- und Reptilienarten. 
Besonders erwähnenswerte Vogelarten sind Anjouan-Zwergohreule (Petit-duc d’Anjouan, Otus capnodes) und Zwergtaucher (grèbes castagneux, Tachybaptus ruficollis).